# Dorsten Diekmann

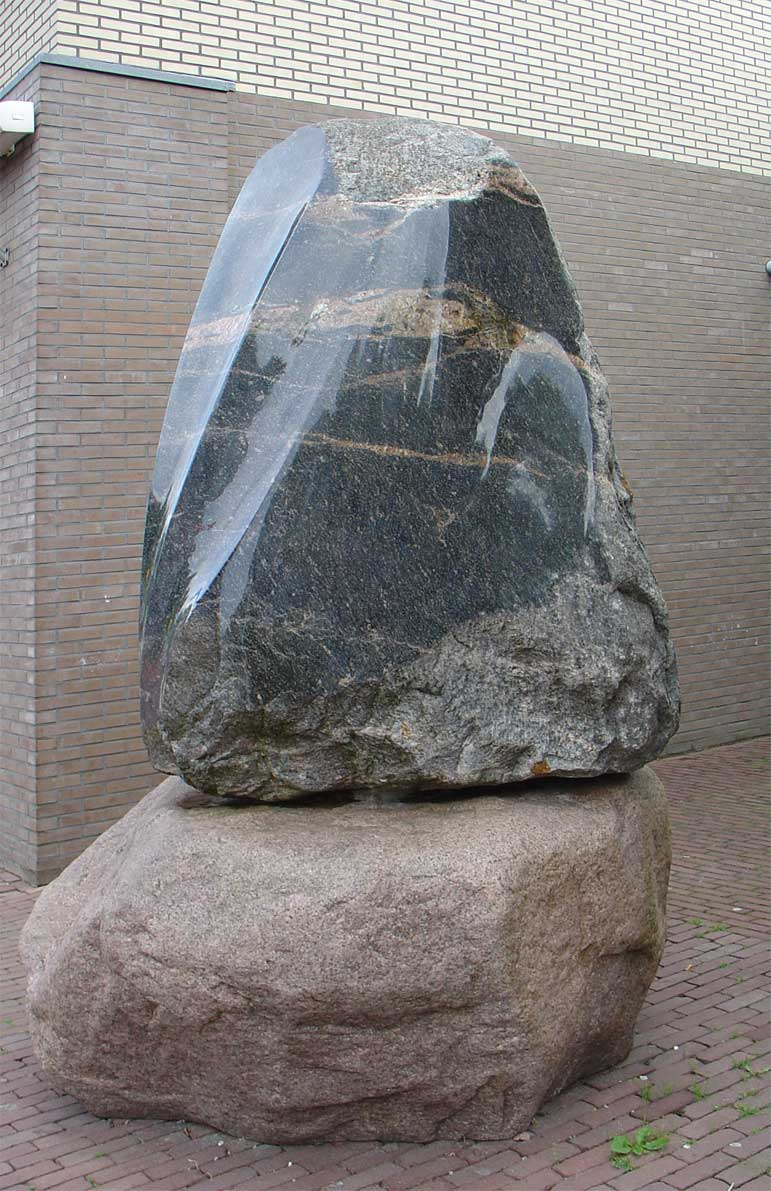
Skulptur Gleichgewicht von Dorsten Diekmann in Borger (2002)

Dorsten Diekmann (* 1960 in Osnabrück) ist ein deutscher Bildhauer.

## Leben und Werk
Diekmann wurde in den Jahren von 1976 bis 1979 zum Steinmetzen und Steinbildhauer ausgebildet. Von 1982 bis 1985 studierte er an der Kunstakademie von Flensburg. Seit 1987 war er freiberuflich als Bildhauer tätig in Berlin.
1994 übersiedelte er nach Lemgo, wo er aufgewachsen war.

## Werke
Werke von Diekmann befinden sich unter anderen in Lemgo, Detmold und Extertal-Bösingfeld.
Exemplarisch für sein Projekt Art in stone (Kunst in Stein) sei seine Skulptur Gleichgewicht genannt. Aufgestellt in Borger in der niederländischen Provinz Drenthe, besteht sie aus einem teilweise polierten Hartgestein, der auf einen Gneis, gewissermaßen als Sockel, aufgestellt ist.